# María La Baja
María La Baja o Maríalabaja es un municipio de Colombia en el departamento de Bolívar, situado en las llanuras del Canal del Dique y limitando con el piedemonte de las Serranías de San Jacinto. En este municipio se encuentra unos de los grandes sistema de riego del país, conformado por el Embalse Arroyo Grande-El Playón, la represa Matuya y la Ciénaga de María La Baja qué sirve para el cultivo de Arroz y Algodón. La capital del departamento, Cartagena de Indias, se encuentra a 72 km al norte.

## Geografía
María La Baja zona produce en esta zona condiciones favorables para la vida por la cercanía del agua para el desarrollo de la agricultura y la ganadería. Se encuentra en el piedemonte de las Serranías de San Jacinto, con un suelo que es un 90% apto para la agricultura y unos recursos hidráulicos como la Ciénaga de María La Baja, una de las más grandes de Colombia que se encuentra al norte de la cabecera municipal y es rica en recursos piscícolas.

### Ecología
La ecología de este municipio representa la clásica ecología de la región Caribe, rodeado por los montes de María y un sistema de ríos y lagunas, tiene una temperatura promedio de 28 grados centígrados. posee una ecología rica en plantas y animales los cuales crean un ambiente natural y propicio para el desarrollo de las diferentes especies animales y la flora en general, abundante en pastos fértiles para el sano desarrollo de la ganadería y para la amplia explotación de la agricultura. 

## Organización territorial
Además de su Cabecera municipal. María La Baja tiene bajo su jurisdicción los centros poblados:
Centros poblados mayores
- Arroyo Grande
- Colú
- Correa
- El Níspero
- Flamenco
- Los Bellos
- Matuya
- Nueva Florida
- Ñanguma
- Primero de Julio
- Pueblo Nuevo
- Retiro Nuevo
- Rosas de Mampuján
- San José del Playón
- San Pablo Norte

Centros poblados menores
- Cedrito
- El Guamo
- El Majagua
- El Pueblito (Santa Fe de Hicotea)
- El Sena
- Guarismo
- La Pista
- La Suprema
- Mampuján
- Marquez
- Munguia
- Nueva Esperanza
- Nuevo Porvenir
- Nuevo Retén
- Sucesión
- Tomarazón

## Economía
Su economía está basada en la ganadería y en la agricultura básicamente, en el cultivo de arroz, producción de la leche y la carne de res, así como la pesca en general y el cultivo de yuca, plátano, maíz.
Hasta hace pocos años se ha venido implementando el cultivo de Palma Africana, el cual ha generado un conflicto social, sobre el uso de la tierra, que en pasado es de tradición campesina, y ahora es usado para el monocultivo de la palma de aceite, desplazando y dejando sin tierra a las y los campesinos de la región, esto sumando al daño ambiente producto del monocultivo en los cuerpos de aguas.

## Historia
Inicialmente la zona formaba parte de la provincia de Mahates, donde se asentaba el palenque de San Pablo. En 1776, el gobernador de Cartagena de Indias encomienda al Teniente Antonio de la Torre y Miranda a aglomerar a los habitantes de lo que hoy es María La Baja; en esta zona funda los pueblos de Santa Rosa de Flamenco (23 de Marzo de 1776) y San José de Jolojolo (25 de Marzo de 1776. Posiblemente ubicado donde se asienta la cabecera municipal). Aunque este último no triunfó del todo: Jolojolo desapareció después sin dejar rastro en el Dique; y Flamenco apenas sobrevivió como pequeña aldea.
En la época federal, la zona fue parte de las Provincia de Mahates y posteriormente de la Provincia de Cartagena. Durante el siglo XX se crea el municipio de María La Baja. Entre 1965 a 1970, se construye el sistema de riego de Marialabaja.
Maria La Baja, está ubicado en el norte de Bolivar a 72 km de la capital departamental, Cartagena de Indias.

## Vías de comunicación

### Terrestres
La única entrada al municipio se encuentra a 72 km de Cartagena de Indias por la vía a San Onofre (Sucre) por la Transversal del Caribe.

### Fluviales
María La Baja es un municipio con una vasta red de canales y arroyos que hacen de la región una de las más fértiles, la entrada fluvial principal es la ciénaga de María La Baja la cual es una de la más grandes de Colombia.
Luego le siguen los Embalses del Playón y Matuya que abarcan una gran extensión de hectáreas sumergidas para la realización del 
Distrito de riego del municipio.
Después le sigue Pondaje el Viento llamado comúnmente "La Piscina" que es un represamiento de agua para la mejora del acueducto del municipio.

## Festividades
Actualmente se realiza cada año alrededor de las fiestas de la Inmaculada Concepción de María 8 de diciembre, el Festival Nacional del Bullerengue, la cual es una de las representaciones artístico culturales que caracterizan a los marialabajenses. 
El Bullerengue es un ritmo de baile cantado que conserva muchos elementos de la tradición afrocolombiana, que habla de la vida en estas regiones y la muerte.

## Sitios de interés
- Volcán de lodo de Flamenco.
- Embalse Arroyo Grande-El Playón.
- Cultura Tejedora de la vereda Mampuján.

## Deportes
María La Baja se ha caracterizado por ser un municipio que respira y vive el béisbol, sus habitantes se emocionan plenamente con este deporte. Habitualmente participa con un equipo en el Campeonato Departamental de Primera Categoría de Bolívar, donde por lo general realiza muy buenas presentaciones. En múltiples oportunidades ha obtenido el segundo lugar de este campeonato y fue en el año 2012 cuando obtuvo su primer título como campeón del torneo.

## Himno municipal
En tu seno se refleja la alegría

el progreso y el bienestar

de Colombia eres un emporio

| I Tierra santa adorada y bendecida privilegio de toda la comarca tus banderas en tu cielo están altivas centinelas de tu gloria y libertad. oh María tierra esbelta y tu nobleza en tus campos se derrama el tricolor cual las aguas que bajan de la represa eres patria dulce y quimera un ensueño espléndido de amor. II Los cañones con gran fuerza y poderío el 8 de diciembre rinden honor en los montes de María a un pueblo altivo que enardece el día de su fundación la noticia fue todo un acontecer en flamenco un volcán hizo erupción los destellos de esta antorcha hicieron ver ante el mundo, la grandeza del embalse del playón. | III Cimarrones llegaron de cartagena acosados por el gran reino español indios "tuyas" del pantano se destierran cuando el negro heroico se reveló Tu grandeza gloria estirpe de una hazaña de una ciénaga en el puerto Santander por le norte toda la llanura baña y en lo alto tus montañas se engalan al verte crecer. IV Con orgullo tus hijos te salvamos y luchamos por darte libertad oprimiendo el yugo de los tiranos que el dominio no quiso arrebatar con la asonancia de míticos tambores María La Baja de paz consagró Quien te ama, es quien te habita y te defiende la alegría amaña a la gente bullerengues somos de corazón. Autores: Jorge Almanza y Fredy Diaz |

## Estructura organizacional municipal
| María La Baja | María La Baja | María La Baja              |
| Departamento  | Código DANE   | Categoría municipal (2022) |
| ------------- | ------------- | -------------------------- |
| Bolívar       | 13442         | Sexta                      |

- Personería: Es un centro del Ministerio Público de Colombia que ejerce, vigila y hace control sobre la gestión de las alcaldías y entes descentralizados; velan por la promoción y protección de los derechos humanos; vigilan el debido proceso, la conservación del medio ambiente, el patrimonio público y la prestación eficiente de los servicios públicos, garantizando a la ciudadanía la defensa de sus derechos e intereses.

El actual Personero municipal es Luis Camilo Bello Pájaro (2024-2027).
- Concejo Municipal: Es la suprema autoridad política del municipio. En materia administrativa sus atribuciones son de carácter normativo. También le corresponde vigilar y hacer control político a la administración municipal. Se regulan por los reglamentos internos de la corporación en el marco de la Constitución Política Colombiana (artículo 313) y las leyes, en especial la Ley 136 de 1994 y la Ley 1551 de 2012.

Constituido por 13 concejales por un periodo de 4 años.  Actualmente se encuentra distribuido con los siguientes partidos para el periodo 2024 - 2027 de la siguiente forma:
2 (Pacto Social Presente y Futuro), 2 (Conservador), 2 (Mais), 1 (Liberal), 1 (Partido de la U), 1 (Nuevo Liberalismo), 1 (En Marcha),1 (Partido Demócrata Colombiano), 1 (ASI) y 1 (Alianza Verde).
- Alcaldía Municipal: En esta se encuentra la administración municipal y las entidades descentralizadas del municipio.

El Alcalde se pronuncia mediante decretos y se desempeña como representante legal, judicial y extrajudicial del municipio. El actual Alcalde municipal es Ramiro González Mancilla (2024-2027), elegido por voto popular.
- JAL. Sin constitución alguna en los corregimientos del municipio.

## Servicios públicos
- Energía Eléctrica: Afinia, del grupo EPM, es la empresa prestadora del servicio de energía eléctrica.
- Gas Natural: Surtigas es la empresa distribuidora y comercializadora de gas natural en el municipio.